# Langehoekspolle

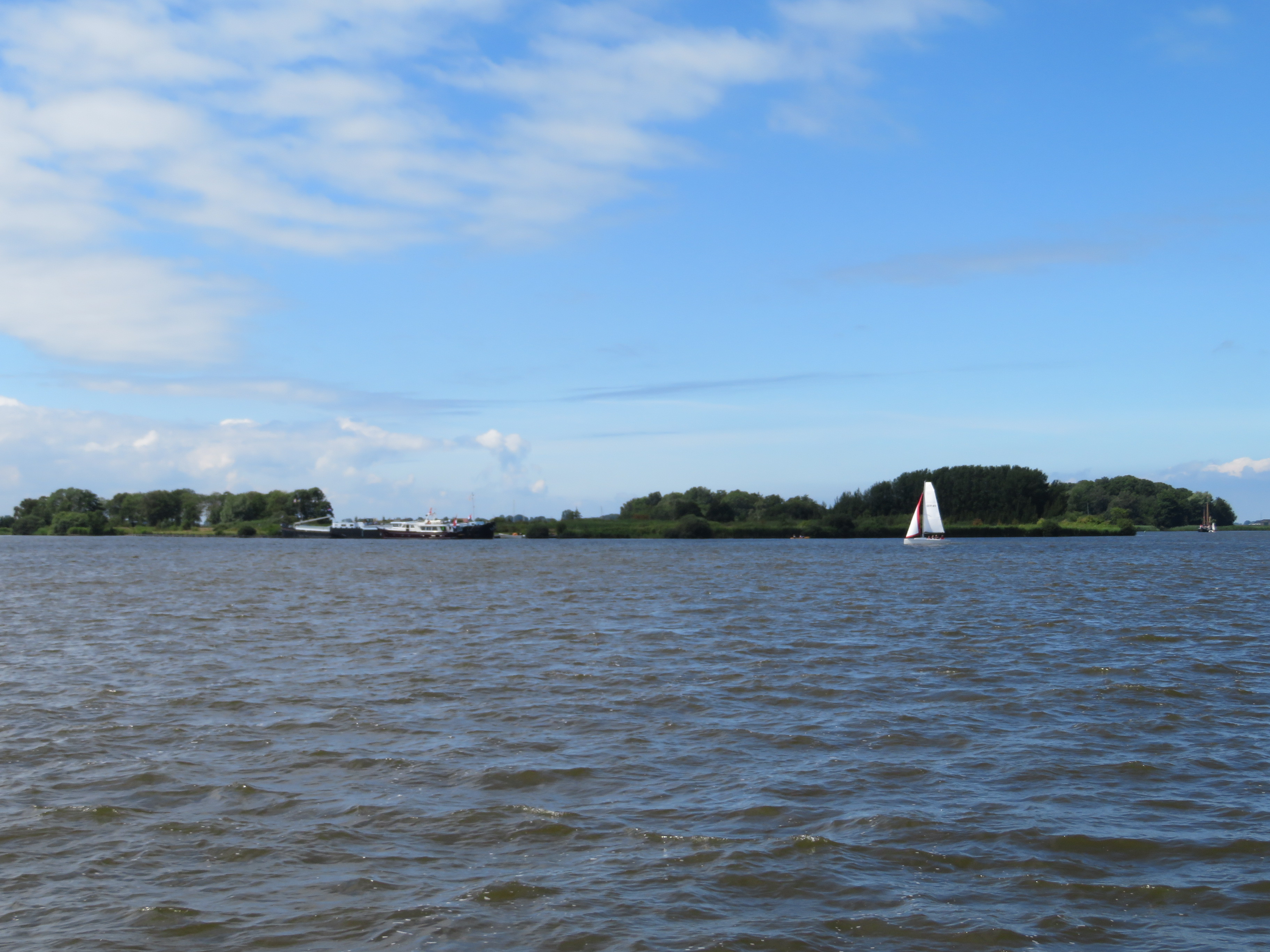
De Langehoekspolle vanaf de Fluessen

De Langehoekspolle of Langehoekspôlle, ook wel Konijneneiland (Knine-eilân of Knynepôlle) genoemd, is een kunstmatig eiland in de Fluessen ter hoogte van Gaastmeer. Het bestaat al sinds de jaren 70 en is aangelegd als buffer voor golfslag en wind richting Heeg, die vroeger ongestoord konden versnellen tot aan de haven van Heeg, wat leidde tot ongewenste, extreme situaties in de haven.
Om het aan te leggen zijn er eerst 40 boten afgezonken als fundering, waarna de rest van het eiland daarop is gebouwd. De bestaande damwand is later vervangen door een damwand, die bestaat uit vuren houten planken die aan de bovenzijde omspoten zijn met kunststof. Dit heeft als voordeel dat er op de lucht-water lijn geen rotting plaatsvindt en dat er geen onderhoud nodig is. De combinatie van hout en kunststof was nieuw in deze toepassing. Volgens de  Leeuwarder Courant  is het eiland na het baggeren in 2008 voor schepen die tot 1.75 diep steken te bereiken.
Op het eiland is het toegestaan een kampvuur te maken en er staan vuilcontainers, toiletten zijn er niet. Het kan er 's zomers behoorlijk druk zijn.
De aanlegplaatsen worden onderhouden door De Marrekrite. Daarnaast wordt het afval uit de containers opgehaald door een milieuboot van Marrekrite. Deze milieuboot heeft een gereserveerde ligplaats aan binnenkant van het eiland bij de containers tussen 08.00-16.00 uur, te herkennen aan het Marrekrite bordje.
De bijnaam “konijneneiland” heeft ermee te maken dat, met name tussen 1975 en 2010, er veel konijnen op het eiland waren. De paar konijnen, die daar in de jaren zeventig waren achter gelaten door vakantiegangers, waren onbedreigd en konden uitgroeien tot een enorme populatie. Ziekte onder de konijnen heeft ervoor gezorgd dat de populatie vrijwel is uitgestorven.
Sinds 2009 mogen pleziervaartuigen geen toiletwater meer lozen op het oppervlaktewater. Er staat een bord van de Stichting Friese Milieufederatie op het eiland, wat oproept tot het niet lozen van vuilwater: U bent toch geen lozer?